# Államok vezetőinek listája 630-ban
Ezen az oldalon az i. sz. 630-ban fennálló államok vezetőinek névsora olvasható földrészek, majd országok szerinti bontásban.

## Európa
- Bizánci Birodalom
  - Császár: Hérakleiosz (610–641)

- Frank Birodalom
  - Király: I. Dagobert (629-639)
  - Aquitania
    - Király: II. Charibert (629-632)

  - Bajor Hercegség
    - Herceg: II. Garibald (610–630)

  - Gascogne-i Hercegség
    - Herceg: Aeghyna (626-638)

- Longobárd Királyság
  - Király: Arioald (626–636)
  - Beneventói Hercegség
    - Herceg: I. Arichis (591–641)

  - Friuli Hercegség
    - Herceg: II. Grasulf (616–645)

  - Spoletói Hercegség
    - Herceg: Theudelapius (601–653)

- Onogurok
  - Régens: Organa (617-630)
  - Régens: Gosztun (630-632)

- Vizigót Királyság
  - Király: Suinthila (621–631)

### Britannia
- Bernicia
  - Király: Edwin (616–633)

- Dál Riata
  - Király: Domnall Brecc (629–642)

- Essexi Királyság
  - Király: I. Sigeberht (617–650)

- Gwynedd
  - Király: Cadwallon ap Cadfan (625–634)

- Kelet-angliai Királyság
  - Király: Ricberht (627/628–631)

- Kenti Királyság
  - Király: Eadbald (616/618–640)

- Mercia
  - Király: Penda (626–655)

- Wessexi Királyság
  - Király: Cynegils (611–642)

## Ázsia
- Csampa
  - Király: Kandarpadharmavarman (629-?)

- Ibériai Királyság
  - Király: I. Adarnasze (627–637/642)

- India
  - Észak-India
    - Király: Harsa (606–647)

  - Anuradhapura
    - Király: III. Aggabódhi (624–640)

  - Csálukja-dinasztia
    - Király: II. Pulakesin (609–642)

  - Karkota-dinasztia
  - Király: Durlabhavardhana (625–661)
  - Pallava
    - Király: I. Mahendravarman (615–630)
    - Király: I. Naraszimhavarman (630–668)

  - Pándja-dinasztia
    - Király: Szelijan Szendan (620–640)

- Japán
  - Császárnő: Dzsomei (629–641)

- Kína (Tang-dinasztia)
  - Császár: Tang Taj-cung (626–649)

- Korea
  - Pekcse
    - Király: Mu (600–641)

  - Kogurjo
    - Király: Jongnju (618–642)

  - Silla
    - Király: Csinphjong (579–632)

- Muszlim állam
  - Próféta: Mohamed (622–632)

- Nepál
  - Király: Dhruvadéva (624–630)
  - Király: Bhimardzsúnadéva (630–643)

- Szászánida Birodalom
  - Sah: III. Ardasír (628-630)
  - Király: Sarbaraz (630)
  - Királynő: Borandoht (630)
  - Király: V. Sápur (630)
  - Királynő: Ázarmídoht (630-631)

- Tibet
  - Király: Szongcen Gampo (617–649)

- Keleti Türk Kaganátus
  - Kagán: Illig (620-630)
- Nyugati Türk Kaganátus
  - Kagán: Tong Jabgu (618–630)
  - Kagán: Külüg Szibir (630)

## Afrika
- Akszúmi Királyság
  - Akszúmi uralkodók listája

## Amerika
- Copán
  - Király: Rauch Imix (628–695)
- Palenque
  - Király: I. K'inich Janaab Pakal (615–683)
- Tikal
  - Király: II. K’inich Muwaan Jol (kb. 628–650)

## Egyházfő
- Pápa: I. Honorius (625–638)
- Konstantinápolyi pátriárka: I. Szergiosz (610–638)

## Fordítás
- Ez a szócikk részben vagy egészben  a   Liste der Staatsoberhäupter 630 című német Wikipédia-szócikk ezen változatának fordításán alapul.  Az eredeti cikk szerkesztőit annak laptörténete sorolja fel. Ez a jelzés csupán a megfogalmazás eredetét és a szerzői jogokat jelzi, nem szolgál a cikkben szereplő információk forrásmegjelöléseként.